# Louisapoort
De Louisapoort was een in 1864 door architect Felix Pauwels ontworpen en onder Brialmont gebouwde en in 1931 gesloopte poort in de Stelling van Antwerpen die de Vaartstraat aan de Herentalsevaart met Borgerhout Extra-Muros verbond. Zij vormde in haar neogotische bouwstijl met de Leopoldpoort een tweelingpoort. Tussen beide poorten lag de naar de hoek van de fronten 6 en 7 genoemde batterij en kazerne 6/7 waar de telegrafisten gehuisvest waren. Zowel de Potvliet die de grens tussen Berchem en Borgerhout vormde als de Herentalsevaart liepen langs hier ter hoogte van het station Antwerpen-Oost de stad Antwerpen in. Er was een optie om ook het huidig kruispunt van de Plantin en Moretuslei en de Luitenant Lippenslaan met de Noordersingel en de Binnensingel, beide onderdeel van de Singel R10, naar deze poort te noemen, maar er werd uiteindelijk voor de naam Plantinpoort gekozen.
Van noord naar zuid met de klok mee: Oosterweelsepoort · Ekersepoort · Bredapoort · Schijnpoort · Turnhoutsepoort · Herentalsepoort · Leopoldpoort · Louisapoort · Borsbeeksepoort · Spoorbaanpoort · Berchemsepoort · Mechelsepoort · Edegemsepoort · Wilrijksepoort · Sint-Laureinspoort · Kielsepoort · Boomsepoort · Spoorwegpoort · Sint-Bernardsepoort · Sint-Michielspoort · Hobokensepoort